# 日本扁玉螺
日本扁玉螺（学名：Sinum japonicum），是异足目玉螺科广口玉螺属的一种。主要分布于台湾，常栖息在浅海的沙底。
其种加词“japonicum”意为“日本的”。